# 马努·保罗
克莱图斯·马努·保罗（1938年11月18日—2022年9月15日）是新西兰毛利人领袖。 曾担任新西兰毛利人理事会联合主席。  

## 早年
保罗于1938年11月18日出生于隶属属于纳蒂阿瓦和纳蒂·马纳瓦的姆鲁帕拉。   离开学校后，保罗担任测量员，但后来于1974年在汉密尔顿师范学院学习，以成为一名教师。 保罗首次任教于汉密尔顿男子高中，1975年，他带领一群学生参加毛利人土地游行，这次游行经过了汉密尔顿 。

## 公众生活
在20世纪60年代举行的连续三次议会选举中，保罗作为代表社会信用党参加的东部毛利选区候选人，每次都获得第三名。 在1966年大选中，保罗获得1,158票（10.42% ），而他最好的成绩是在次年的1967年毛利人东部补选中，以1219票赢得了13.53%的选票。 1969年大选中，保罗的得票数降至679票（5.81%）。 
2012年，保罗参与了对第五届国民政府部分国有资产私有化计划的上诉行动。  保罗多次参与了针对怀唐伊调解庭提出索赔行动，包括要求政府审查1962年毛利社区发展法案。  保罗还强调了新西兰碳排放权交易制度中的碳信用下降将给毛利商企带来的危险。 他主张停止在新西兰体质中引入国际上的碳信用，以提高碳的价格。 
在2019年女王生日荣誉上，保罗因对毛利人的贡献而被授予新西兰功绩勋章。 

## 个人生活与去世
2013年，有报道称保罗患有癌症并正在接受化疗。  他于2022年9月15日去世，享年83岁。  